# Port-Villez
Port-Villez is een plaats en voormalige gemeente in het Franse departement Yvelines in de regio Île-de-France en telt 211 inwoners (2005). De plaats maakt deel uit van het arrondissement Mantes-la-Jolie. Op 1 januari 2019 fuseerde de gemeente met Jeufosse tot de commune nouvelle Notre-Dame-de-la-Mer.

## Geografie
De oppervlakte van Port-Villez bedraagt 5,3 km², de bevolkingsdichtheid is 39,8 inwoners per km².
De onderstaande kaart toont de ligging van Port-Villez met de belangrijkste infrastructuur en aangrenzende gemeenten.

## Demografie
Onderstaande figuur toont het verloop van het inwonertal (bron: INSEE-tellingen).